# Amago Katsuhisa
Amago Katsuhisa (村井 貞勝?; 1553 – 8 agosto 1578) è stato un daimyō giapponese del periodo Sengoku, ultimo capo del clan Amago.

## Biografia
Katsuhisa era il figlio più giovane di Amago Masahisa e quindi nipote di Amago Kunihisa. 
Suo padre, il nonno, e due fratelli maggiori furono giustiziati per ordine di Amago Haruhisa nel 1554. Katsuhisa, ancora bambino, fu risparmiato e alla fine studiò per diventare monaco a Kyoto. Quando Haruhisa fu sconfitto dal clan Mōri nel 1566, Yamanaka Yukimori avvicinò Katsuhisa e lo convinse per cercar di ripristinare lo stato del clan.
Katsuhisa combattė per qualche tempo al fianco di Yamanaka nell'area di Izumo (Bitchū), ma non fu in grado di compiere azioni concrete così si alleò con Oda Nobunaga, che nel 1577 era in guerra con i Mōri e si stava muovendo verso ovest. Supportato dalle forze Oda, gli uomini di Katsuhisa assediarono il castello di Kōzuki a Harima (1578), che avevano intenzione di usare come base per ulteriori attacchi contro i Mōri. Poco dopo, tuttavia, un grande esercito dei Mōri circondò il castello. Quando Katsuhisa apprese che Nobunaga sarebbe stato in grado di inviare una forza di soccorso, commise seppuku in cambio la vita dei suoi uomini, e alla sua morte seguì la scomparsa del clan.